# Xenopus boumbaensis
Xenopus boumbaensis är en groddjursart som beskrevs av Catherine Loumont 1983. Xenopus boumbaensis ingår i släktet Xenopus och familjen pipagrodor. Inga underarter finns listade i Catalogue of Life.
Arten förekommer i sydöstra Kamerun samt i angränsande regioner av Centralafrikanska republiken och Kongo-Brazzaville. Arten lever i kulliga områden mellan 330 och 550 meter över havet. Den vistas i regnskogar intill långsamt flytande vattendrag samt i träskmarker. Hos andra släktmedlemmar förekommer grodyngel.
Beståndet hotas av skogsröjningar och vattenföroreningar. Delar av reviret är nationalpark. IUCN kategoriserar arten globalt som nära hotad.